# Sveriges P94-landslag i fotboll
Sveriges P94-landslag i fotboll var ett ungdomslandslag i fotboll för pojkar födda 1994. Laget var verksamt under perioden 2009–2013, då de var P15–P19-landslaget.
Efter detta har några av spelarna uppgått i spel i Sveriges U21-landslag och Sveriges herrlandslag.

## Spelare
Spelarna listas det år som de gjorde debut i landslaget. Antalet landskamper och mål är den summa som de hade uppnått när landslaget avvecklades efter säsongen 2013.

### Spelare 2009
- Albert Berisha. Klubbar under landslagskarriären: Helsingborgs IF. Antal U17-landskamper/Mål: 2/0.
- Amin Affane. Klubbar under landslagskarriären: Lärje-Angereds IF, Chelsea och Roda JC. Antal U17-landskamper/Mål: 14/1. Antal U19-landskamper/Mål: 6/0.
- Andreas Ståhl. Klubbar under landslagskarriären: Örebro SK. Antal U17-landskamper/Mål: 5/0.
- Arjan Mostafa. Klubbar under landslagskarriären: IF Elfsborg. Antal U17-landskamper/Mål: 1/0. Antal U19-landskamper/Mål: 2/1.
- David Moberg Karlsson. Klubbar under landslagskarriären: IFK Mariestad och IFK Göteborg. Antal U17-landskamper/Mål: 6/1. Antal U19-landskamper/Mål: 11/5.
- David Rohlén. Klubbar under landslagskarriären: Örebro SK. Antal U17-landskamper/Mål: 3/0.
- Dino Islamovic. Klubbar under landslagskarriären: Malmö FF och Fulham. Antal U17-landskamper/Mål: 13/3. Antal U19-landskamper/Mål: 6/2.
- Edward Owusu. Klubbar under landslagskarriären: IF Brommapojkarna och Akropolis IF. Antal U17-landskamper/Mål: 17/2. Antal U19-landskamper/Mål: 2/0.
- Filip Pivkovski. Klubbar under landslagskarriären: Malmö FF, Blackburn Rovers och BK Häcken. Antal U17-landskamper/Mål: 20/7. Antal U19-landskamper/Mål: 9/1.
- Fredrik Espling. Klubbar under landslagskarriären: Lira BK, Bodens BK och Rangers. Antal U17-landskamper/Mål: 10/3. Antal U19-landskamper/Mål: 2/0.
- Isak Starlander. Klubbar under landslagskarriären: IFK Östersund. Antal U17-landskamper/Mål: 4/0.
- Jacob Une Larsson. Klubbar under landslagskarriären: IF Brommapojkarna. Antal U17-landskamper/Mål: 17/1. Antal U19-landskamper/Mål: 3/0.
- Jesper Andersson. Klubbar under landslagskarriären: Forsheda IF och Östers IF. Antal U17-landskamper/Mål: 9/0.
- Johan Andersson. Klubbar under landslagskarriären: IFK Norrköping. Antal U17-landskamper/Mål: 10/0. Antal U19-landskamper/Mål: 5/0.
- Johan Hammar. Klubbar under landslagskarriären: Malmö FF och Everton. Antal U17-landskamper/Mål: 1/0. Antal U19-landskamper/Mål: 13/1.
- Kristoffer Peterson. Klubbar under landslagskarriären: Sävedalens IF och Liverpool. Antal U17-landskamper/Mål: 6/2.
- Linus Sjöberg. Klubbar under landslagskarriären: Västerås SK. Antal U17-landskamper/Mål: 14/2. Antal U19-landskamper/Mål: 2/0.
- Lucas Hägg Johansson. Klubbar under landslagskarriären: Husie IF och Kalmar FF. Antal U17-landskamper/Mål: 3/0. Antal U19-landskamper/Mål: 1/0.
- Ludwig Augustinsson. Klubbar under landslagskarriären: IF Brommapojkarna. Antal U17-landskamper/Mål: 12/0. Antal U19-landskamper/Mål: 9/0.
- Marcus Johansson. Klubbar under landslagskarriären: Hagahöjdens BK och IFK Norrköping. Antal U17-landskamper/Mål: 8/2.
- Nikola Zivanovic. Klubbar under landslagskarriären: Husie IF. Antal U17-landskamper/Mål: 10/2.
- Rasmus Lindgren. Klubbar under landslagskarriären: Avesta AIK och Helsingborgs IF. Antal U17-landskamper/Mål: 14/1. Antal U19-landskamper/Mål: 4/0.
- Simon Tibbling. Klubbar under landslagskarriären: IF Brommapojkarna och Djurgårdens IF. Antal U17-landskamper/Mål: 16/4. Antal U19-landskamper/Mål: 13/0.
- Simon Werner. Klubbar under landslagskarriären: AIK. Antal U17-landskamper/Mål: 3/0.
- Smajl Suljevic. Klubbar under landslagskarriären: Dalkurd FF. Antal U17-landskamper/Mål: 1/0.
- Victor Forssell. Klubbar under landslagskarriären: AIK och Väsby United. Antal U17-landskamper/Mål: 12/1. Antal U19-landskamper/Mål: 2/0.
- Victor Söderström. Klubbar under landslagskarriären: IF Brommapojkarna. Antal U17-landskamper/Mål: 13/6. Antal U19-landskamper/Mål: 15/6.

### Spelare 2010
- Alexander Blomqvist. Klubbar under landslagskarriären: Malmö FF. Antal U17-landskamper/Mål: 7/0. Antal U19-landskamper/Mål: 7/0.
- Anton Agebjörn. Klubbar under landslagskarriären: Kalmar FF. Antal U17-landskamper/Mål: 2/0.
- Linus Müller. Klubbar under landslagskarriären: Helsingborgs IF. Antal U17-landskamper/Mål: 8/0. Antal U19-landskamper/Mål: 8/0.
- Sany Bakhait. Klubbar under landslagskarriären: BK Forward. Antal U17-landskamper/Mål: 2/0.
- Victor Nilsson Lindelöf. Klubbar under landslagskarriären: Västerås SK och Benfica. Antal U17-landskamper/Mål: 5/0. Antal U19-landskamper/Mål: 17/0.

### Spelare 2011
- Adam Lundqvist. Klubbar under landslagskarriären: IF Elfsborg. Antal U17-landskamper/Mål: 3/0. Antal U19-landskamper/Mål: 15/1.
- Adam Olofsson. Klubbar under landslagskarriären: IFK Värnamo. Antal U17-landskamper/Mål: 2/0.
- Anjur Osmanovic. Klubbar under landslagskarriären: Chelsea. Antal U17-landskamper/Mål: 2/0. Antal U19-landskamper/Mål: 2/0.
- Christian Sanchez Arroyo. Klubbar under landslagskarriären: IF Brommapojkarna. Antal U19-landskamper/Mål: 2/1.
- Darijan Bojanic. Klubbar under landslagskarriären: Östers IF, IFK Göteborg och Helsingborgs IF. Antal U17-landskamper/Mål: 4/1. Antal U19-landskamper/Mål: 6/1.
- Dennis Olsson. Klubbar under landslagskarriären: GIF Sundsvall. Antal U17-landskamper/Mål: 2/0. Antal U19-landskamper/Mål: 5/1.
- Dennis Widgren. Klubbar under landslagskarriären: Östersunds FK. Antal U19-landskamper/Mål: 3/0.
- Elon Keymer. Klubbar under landslagskarriären: IFK Mariestad och Skövde AIK. Antal U17-landskamper/Mål: 2/0. Antal U19-landskamper/Mål: 3/0.
- Emil Krafth. Klubbar under landslagskarriären: Östers IF och Helsingborgs IF. Antal U17-landskamper/Mål: 1/0. Antal U19-landskamper/Mål: 8/1.
- Kerim Mrabti. Klubbar under landslagskarriären: Enköpings SK och IK Sirius. Antal U19-landskamper/Mål: 4/0.
- Kevin Larsson. Klubbar under landslagskarriären: Örebro SK. Antal U17-landskamper/Mål: 2/0.
- Kristoffer Björk. Klubbar under landslagskarriären: IF Elfsborg. Antal U17-landskamper/Mål: 1/0.
- Mattias Freij. Klubbar under landslagskarriären: Helsingborgs IF. Antal U19-landskamper/Mål: 2/0.
- Mattias Kjellman. Klubbar under landslagskarriären: Enköpings SK. Antal U19-landskamper/Mål: 2/0.
- Mirza Mujcic. Klubbar under landslagskarriären: GAIS. Antal U19-landskamper/Mål: 16/1.
- Nicklas Lindqvist. Klubbar under landslagskarriären: Hammarby IF. Antal U19-landskamper/Mål: 7/0.
- Oskar Larsson. Klubbar under landslagskarriären: Gefle IF. Antal U19-landskamper/Mål: 10/0.
- Simon Sandberg. Klubbar under landslagskarriären: BK Häcken. Antal U17-landskamper/Mål: 4/0. Antal U19-landskamper/Mål: 15/0.
- Tobias Andersson. Klubbar under landslagskarriären: IFK Värnamo. Antal U17-landskamper/Mål: 1/0. Antal U19-landskamper/Mål: 1/0
- William Kvist. Klubbar under landslagskarriären: Helsingborgs IF. Antal U17-landskamper/Mål: 2/0. Antal U19-landskamper/Mål: 4/1.

### Spelare 2012
Under året spelade Muamer Tankovic (född 1995) med laget. Han radas dock inte upp här nedanför utan räknas istället in i Sveriges P95-landslag i fotboll.
- Alexander Fransson. Klubbar under landslagskarriären: IFK Norrköping. Antal U19-landskamper/Mål: 9/0.
- Oliver Silverholt. Klubbar under landslagskarriären: Halmstads BK. Antal U19-landskamper/Mål: 7/0.
- Philip Andersson. Klubbar under landslagskarriären: Akropolis IF. Antal U19-landskamper/Mål: 2/0.
- Robin Eliasson Hofsö. Klubbar under landslagskarriären: Landskrona BoIS. Antal U19-landskamper/Mål: 3/0.

### Spelare 2013
I den sista dubbellandskampen mot Finland ställde Sverige upp med U20-landslag . Detta innebar att en trio spelare födda 1993 blev uttagna. Spelare födda 1993 som antingen deltog i matchen är: Andreas Linde, Malkolm Moenza och Jakob Lindström. Spelarna födda 1993 sorteras in i sitt landslag och spaltas inte här.
Det var även ett flertal spelare födda 1995 som fanns med i landslagstrupperna under året. Dessa sorteras in i landslaget för spelare födda 1995 och inte här. Spelarna födda 1995 som fanns med i P94-landslagets trupper var Melker Hallberg, Kristoffer Olsson (fotbollsspelare), Muamer Tankovic och Christian Kouaou.
- Carl Johansson. Klubbar under landslagskarriären: Helsingborgs IF. Antal U19-landskamper/Mål: 3/0.
- Emil Bellander. Klubbar under landslagskarriären: Gefle IF. Antal U19-landskamper/Mål: 3/1.
- Ferhad Ayaz. Klubbar under landslagskarriären: Degerfors IF. Antal U19-landskamper/Mål: 4/0.
- Hampus Zackrisson. Klubbar under landslagskarriären: IFK Göteborg. Antal U19-landskamper/Mål: 2/0.
- Joakim Nilsson. Klubbar under landslagskarriären: GIF Sundsvall. Antal U19-landskamper/Mål: 6/0.
- Jonathan Tamimi. Klubbar under landslagskarriären: Hammarby IF. Antal U19-landskamper/Mål: 2/0.
- Sam Lundholm. Klubbar under landslagskarriären: AIK. Antal U19-landskamper/Mål: 7/1.
- Tim Söderström. Klubbar under landslagskarriären: Djurgårdens IF. Antal U19-landskamper/Mål: 2/0.

### Spelare 2014
Till Sveriges P95-landslag i fotboll dubbelmöte mot Finland togs flera spelare födda 1994 ut. Det var dock bara en som gjorde sin landslagsdebut.
- Anton Cajtoft. Klubbar under landslagskarriären: Jönköpings Södra IF. Antal U19-landskamper/Mål: 1/0.

## Seniornivå
Spelarna här nedan har tagit klivet upp till A-landslaget eller U21-landslaget. Antingen i Sverige eller genom att de har valt att representera ett annat landslag på denna nivå.

### A-landslag
Antal landskamper och mål gäller den 24 januari 2015.
- Emil Krafth. Antal landskamper/mål: 4/0. Landslagdebut: Moldavien 1–2 Sverige, 17 januari 2014. [8]
- Ludwig Augustinsson. Antal landskamper/mål: 2/0. Landslagsdebut: Sverige 2–0 Elfenbenskusten, 15 januari 2015. [9]

### U21-landslag
Antal landskamper och mål gäller den 24 januari 2015.
- Emil Krafth. Antal landskamper/mål: 14/0. Landslagsdebut: Sverige 4–0 Malta, 6 juni 2012. [10]
- Ludwig Augustinsson. Antal landskamper/mål: 9/0. Landslagsdebut: Tjeckien 1–1 Sverige, 14 november 2012.[11]
- Simon Tibbling. Antal landskamper/mål: 11/0. Landslagsdebut: Tjeckien 1–1 Sverige, 14 november 2012.[11]
- Oliver Silverholt. Antal landskamper/mål: 4/0. Landslagsdebut: Sverige 0–2 Norge, 14 augusti 2013. [12]
- Carl Johansson. Antal landskamper/mål: 2/0. Landslagsdebut: Island 0–2 Sverige, 5 juni 2014. [13]
- Kristoffer Peterson. Antal landskamper/mål: 4/1. Landslagsdebut: Island 0–2 Sverige, 5 juni 2014. [13]
- Victor Nilsson Lindelöf. Antal landskamper/mål: 3/0. Landslagsdebut: Sverige 4–1 Frankrike, 24 oktober 2014. [14]
- Adam Lundqvist. Antal landskamper/mål: 2/0. Landslagsdebut: Cypern 1–1 Sverige, 14 november 2014. [15]
- Alexander Fransson. Antal landskamper/mål: 2/0. Landslagsdebut: Cypern 1–1 Sverige, 14 november 2014.[15]
- Anton Cajtoft. Antal landskamper/mål: 1/0. Landslagsdebut: Cypern 1–1 Sverige, 14 november 2014. [15]
- Dino Islamovic. Antal landskamper/mål: 2/0. Landslagsdebut: Cypern 1–1 Sverige, 14 november 2014. [15]
- Kerim Mrabti. Antal landskamper/mål: 2/0. Landslagsdebut: Cypern 1–1 Sverige, 14 november 2014. [15]
- Ferhad Ayaz. Antal landskamper/mål: 1/0. Landslagsdebut: Sverige 2–2 Österrike, 18 november 2014. [15]

### Övriga landslag
- Filip Pivkovski. 2 U21-landskamper för Makedonien. [16]

### Nya Landslagsmän
Spelare som inte fanns med under P15–P19 tiden men som gjort landskamper för Sveriges U21-landslag eller Sveriges herrlandslag.
- Pa Konate. Antal U21-landskamper/mål: 4/0. Landslagsdebut: Kuba 1–3 Sverige, 11 juni 2013. [17]